# Tasmanoperla
Tasmanoperla is een geslacht van steenvliegen uit de familie Austroperlidae. De wetenschappelijke naam van het geslacht is voor het eerst geldig gepubliceerd in 1921 door Tillyard.

## Soorten
Tasmanoperla omvat de volgende soorten:
- Tasmanoperla larvalis (Illies, 1969)
- Tasmanoperla thalia (Newman, 1839)